# آي يوري آوشي
أي يوري أوشي (باليابانية: 藍より青し، بالروماجي: Ai Yori Aoshi) هي سلسلة مانغا يابانية من تأليف ورسم كون فوميزوكي، نشرت من قبل هاكسينشا في مجلة يونغ انيمال، منذ عام 28 مايو 1999 حتى 20 ديسمبر 2005، وتم تجميع الفصول في 17 مجلد تانكوبون. أنتجت إلى مسلسل أنمي تلفزيوني من قبل استوديو جاي سي ستاف، عرض الأنمي في 11 أبريل عام 2002 واستمر عرضه حتى 26 سبتمبر عام 2002، على تلفزيون فوجي وتكون من 24 حلقة + 1 أوفا. عرض الموسم الثاني في 12 أكتوبر عام 2003 استمر عرضه حتى 28 ديسمبر 2003، وتكون من 12 حلقة + 1 أوفا.

## القصة
تدور أحداث القصة عن كاورو هانابيشي هو طالب جامعي والابن الأكبر ليوجي هانابيشي، رئيس هانابيشي زايباتسو، وكان من المقرر أن يتولى زايباتسو بعد تقاعد والده. والدته هي كومي هونجو، ووالده لم يتزوجها مما جعل الحياة صعبة عليه وعلى والدته. توفي والد عندما كان عمره خمس سنوات. بعد ذلك أخذه جده تحت رعايته، وبدأ بتعليمه لخلافته في نهاية المطاف. لم يشعر كاورو أبدًا بأنه في منزله في عائلة هانابيشي، وترك المنزل بعد وفاة والدته.

## الشخصيات

### شخصيات الرئيسية
كاورو هانابيشي (باليابانية: 花菱 薫، بالروماجي: Hanabishi  Kaoru)
أداء صوتي: سويتشيرو هوشي
آوي ساكورابي (باليابانية: 桜庭 葵، بالروماجي: Sakuraba Aoi)
أداء صوتي: أياكو كاواسومي
تينا فوستير (باليابانية: ティナ・フォスター، بالروماجي: Tina Fosutā)
أداء صوتي: ساتسوكي يوكينو
ميابي كاغورازاكي (باليابانية: 神楽崎 雅، بالروماجي: Kagurazaki Miyabi)
أداء صوتي: أكيكو هيراماتسو
تايكو مينازوكي (باليابانية: 水無月 妙子، بالروماجي: Minazuki Taeko)
أداء صوتي: كاوري ميزوهاشي
مايو ميوكي (باليابانية: 美幸 繭، بالروماجي: Miyuki Mayu)
أداء صوتي: ساياكا ناريتا
مينازوكي تشيكا (باليابانية: 水無月 ちか، بالروماجي: Minazuki Chika)
أداء صوتي: هاروكو موموي
أوزومي (باليابانية: ウズメ، بالروماجي: Uzume)
أداء صوتي: يوكا إينوكوتشي

### شخصيات أخرى
تشيزورو أيزاوا (باليابانية: 相澤 千鶴، بالروماجي: Aizawa Chizuru)
أداء صوتي: ماميكو نوتو
ناتسوكي كوميا (باليابانية: 小宮 夏樹، بالروماجي: Komiya Natsuki)
أداء صوتي: كيميكو كوياما
روكا سايونجي (باليابانية: 西園寺琉伽، بالروماجي: Saionji Ruka)
أداء صوتي: كينيو هوريوتشي
سوزوكي (باليابانية: 鈴木، بالروماجي: Suzuki)
أداء صوتي: كازويا ناكاي
ساتو (باليابانية: 佐藤، بالروماجي: Satō)
أداء صوتي: ماكوتو هيغو

## وصلات خارجية
- Japan Ai Yori Aoshi page (Archived)
- J.C.Staff PC game site
- Success Corp game
- آي يوري آوشي على موقع ANN manga (الإنجليزية)